# Álvaro de Oliveira Felicíssimo
Álvaro de Oliveira Felicíssimo, meglio noto come Álvaro (Nova Venécia, 27 maggio 2001), è un calciatore brasiliano naturalizzato emiratino, attaccante dell'Al-Bataeh e della Nazionale di calcio degli Emirati Arabi Uniti.

## Carriera
Dopo gli inizi nel settore giovanile dell’América-MG, ha proseguito la sua formazione calcistica negli Emirati Arabi Uniti con lo Shabab Al-Ahli, dove si trasfirisce nel 2019.Nella stagione 2020-2021 viene girato in prestito al Fujairah, dove colleziona 11 presenze e realizza il suo primo gol nella UAE Pro League. Dal 2021 al 2023 è gioca poi con il Dibba Al-Fujairah, in due stagioni colleziona 47 presenze e 10 gol, ed aiuta la squadra ad ottenere la vittoria della UAE First Division 2020-2021.
Nel luglio 2023 si trasferisce all’Al-Bataeh, club degli Emirati Arabi Uniti militante nella UAE Pro League. 
Álvaro ha ottenuto la cittadinanza degli Emirati Arabi Uniti nel 2024 e nel giugno 2025 ha fatto il suo esordio con la Nazionale di calcio degli Emirati Arabi Uniti, siglando la sua prima presenza internazionale nella sfida contro il Kirghizistan.
Álvaro è il fratellastro di Richarlison, attaccante della Nazionale di calcio del Brasile e del Tottenham.

## Statistiche

### Presenze e reti nei club
Statistiche aggiornate al 21 Giugno 2025
| Stagione                 | Squadra                  | Campionato               | Campionato | Campionato | Coppe nazionali | Coppe nazionali | Coppe nazionali | Coppe continentali | Coppe continentali | Coppe continentali | Altre coppe | Altre coppe | Altre coppe | Totale | Totale |
| Stagione                 | Squadra                  | Comp                     | Pres       | Reti       | Comp            | Pres            | Reti            | Comp               | Pres               | Reti               | Comp        | Pres        | Reti        | Pres   | Reti   |
| ------------------------ | ------------------------ | ------------------------ | ---------- | ---------- | --------------- | --------------- | --------------- | ------------------ | ------------------ | ------------------ | ----------- | ----------- | ----------- | ------ | ------ |
| 2020-2021                | Fujairah                 | PL                       | 11         | 1          | CEAU+CdL        | 1+1             | 0+0             | -                  | -                  | -                  | -           | -           | -           | 13     | 1      |
| Totale Fujairah          | Totale Fujairah          | Totale Fujairah          | 11         | 1          |                 | 2               | 0               |                    | 0                  | 0                  |             | 0           | 0           | 13     | 1      |
| 2021-2022                | Dibba Al-Fujairah        | UAED1                    | 23         | 5          | CEAU            | 0               | 0               | -                  | -                  | -                  | -           | -           | -           | 23     | 5      |
| 2022-2023                | Dibba Al-Fujairah        | PL                       | 24         | 5          | CEAU+CdL        | 1+2             | 0+0             | -                  | -                  | -                  | -           | -           | -           | 27     | 5      |
| Totale Dibba Al Fujairah | Totale Dibba Al Fujairah | Totale Dibba Al Fujairah | 47         | 10         |                 | 3               | 0               |                    | 0                  | 0                  |             | 0           | 0           | 50     | 10     |
| 2023-2024                | Al-Bataeh                | PL                       | 22         | 7          | CEAU+CdL        | 1+2             | 0+0             | -                  | -                  | -                  | -           | -           | -           | 25     | 7      |
| 2024-2025                | Al-Bataeh                | PL                       | 22         | 4          | CEAU+CdL        | 1+2             | 0+0             | -                  | -                  | -                  | -           | -           | -           | 25     | 4      |
| Totale carriera          | Totale carriera          | Totale carriera          | 102        | 22         |                 | 11              | 0               |                    | 0                  | 0                  |             | 0           | 0           | 113    | 22     |

### Cronologia presenze e reti in nazionale
| Cronologia completa delle presenze e delle reti in nazionale ― Emirati Arabi Uniti | Cronologia completa delle presenze e delle reti in nazionale ― Emirati Arabi Uniti | Cronologia completa delle presenze e delle reti in nazionale ― Emirati Arabi Uniti | Cronologia completa delle presenze e delle reti in nazionale ― Emirati Arabi Uniti | Cronologia completa delle presenze e delle reti in nazionale ― Emirati Arabi Uniti | Cronologia completa delle presenze e delle reti in nazionale ― Emirati Arabi Uniti | Cronologia completa delle presenze e delle reti in nazionale ― Emirati Arabi Uniti | Cronologia completa delle presenze e delle reti in nazionale ― Emirati Arabi Uniti |
| Data                                                                               | Città                                                                              | In casa                                                                            | Risultato                                                                          | Ospiti                                                                             | Competizione                                                                       | Reti                                                                               | Note                                                                               |
| ---------------------------------------------------------------------------------- | ---------------------------------------------------------------------------------- | ---------------------------------------------------------------------------------- | ---------------------------------------------------------------------------------- | ---------------------------------------------------------------------------------- | ---------------------------------------------------------------------------------- | ---------------------------------------------------------------------------------- | ---------------------------------------------------------------------------------- |
| 10-06-2025                                                                         | Bişkek                                                                             | Kirghizistan                                                                       | 1 – 1                                                                              | Emirati Arabi Uniti                                                                | Qual. Mondiali 2026                                                                | -                                                                                  | 71’                                                                                |
| Totale                                                                             |                                                                                    | Presenze                                                                           | 1                                                                                  |                                                                                    | Reti                                                                               | 0                                                                                  |                                                                                    |

## Palmarès

### Competizioni nazionali
- UAE First Division: 1

Dibba Al Fujairah: 2021-2022